# Re-SWEETS LOVE SONG COLLECTION
『re-SWEETS LOVE SONG COLLECTION』（リスウィーツ・ラヴソング・コレクション）は、山下久美子のベスト・アルバムで、1986年12月16日にアポロン音楽工業から発売された。

## 概要
1983年にアポロン音楽工業発売された『SWEETS LOVE BALLAD COLLECTION』以来のベスト・アルバムで、1984年に発売されたアルバム『アニマ・アニムス』から1986年に発売されたアルバム『1986』まで発表されたラヴソングを中心に収録したアルバム。
このアルバムが発売される前年にリリースされた12インチシングル「FLIP FLOP & FLY」はアルバム初収録となった。
1987年4月1日に、日本コロムビアから『SWEETS LOVE BALLAD COLLECTION』と同時に再発盤がリリースされた。

## 収録曲

### SIDE A
| #         | タイトル                       | 作詞      | 作曲       | 編曲               | 時間  |
| --------- | ------------------------------ | --------- | ---------- | ------------------ | ----- |
| 1.        | 「そばにいたいよ」             | 銀色夏生  | 原田真二   | 後藤次利           | 3:18  |
| 2.        | 「HELLO! ストレンジャー」      | Kumiko    | 岡本朗     | 後藤次利           | 4:34  |
| 3.        | 「DOWNTOWN SUNDOWN」           | 神沢礼江  | 後藤次利   | 後藤次利           | 4:27  |
| 4.        | 「最後のドアーまで」           | 麻生圭子  | 原田真二   | 後藤次利・萩田光雄 | 5:09  |
| 5.        | 「今宵かぎりのCheek to Cheek」 | 麻生圭子  | 大沢誉志幸 | 後藤次利           | 3:33  |
| 6.        | 「Cry For The Moon」           | 田口俊    | 滝沢洋一   | 後藤次利・萩田光雄 | 4:20  |
| 7.        | 「瞳いっぱいの涙」             | 康珍化    | 原田真二   | 後藤次利           | 4:30  |
| 合計時間: | 合計時間:                      | 合計時間: | 合計時間:  | 合計時間:          | 29:51 |

### SIDE B
| #         | タイトル                   | 作詞                   | 作曲       | 編曲      | 時間  |
| --------- | -------------------------- | ---------------------- | ---------- | --------- | ----- |
| 1.        | 「星になった嘘」           | 竹花いち子             | 亀井登志夫 | 吉田建    | 6:33  |
| 2.        | 「SWEET PAIN」             | あさくらせいら・Kumiko | 有賀啓雄   | 吉田建    | 5:30  |
| 3.        | 「スローナンバーのあとで」 | 竹花いち子             | 亀井登志夫 | 吉田建    | 4:51  |
| 4.        | 「FLIP FLOP & FLY」        | 山下久美子             | 布袋寅泰   | 布袋寅泰  | 6:16  |
| 5.        | 「On Sunday's 1986」       | 山下久美子             | 布袋寅泰   | 布袋寅泰  | 4:18  |
| 合計時間: | 合計時間:                  | 合計時間:              | 合計時間:  | 合計時間: | 27:28 |

### CD
| #         | タイトル                       | 作詞                   | 作曲       | 編曲               | 時間  |
| --------- | ------------------------------ | ---------------------- | ---------- | ------------------ | ----- |
| 1.        | 「そばにいたいよ」             | 銀色夏生               | 原田真二   | 後藤次利           | 3:18  |
| 2.        | 「HELLO! ストレンジャー」      | Kumiko                 | 岡本朗     | 後藤次利           | 4:34  |
| 3.        | 「DOWNTOWN SUNDOWN」           | 神沢礼江               | 後藤次利   | 後藤次利           | 4:27  |
| 4.        | 「最後のドアーまで」           | 麻生圭子               | 原田真二   | 後藤次利・萩田光雄 | 5:09  |
| 5.        | 「今宵かぎりのCheek to Cheek」 | 麻生圭子               | 大沢誉志幸 | 後藤次利           | 3:33  |
| 6.        | 「Cry For The Moon」           | 田口俊                 | 滝沢洋一   | 後藤次利・萩田光雄 | 4:20  |
| 7.        | 「瞳いっぱいの涙」             | 康珍化                 | 原田真二   | 後藤次利           | 4:30  |
| 8.        | 「星になった嘘」(LP Version)   | 竹花いち子             | 亀井登志夫 | 吉田建             | 6:33  |
| 9.        | 「SWEET PAIN」                 | あさくらせいら・Kumiko | 有賀啓雄   | 吉田建             | 5:30  |
| 10.       | 「スローナンバーのあとで」     | 竹花いち子             | 亀井登志夫 | 吉田建             | 4:51  |
| 11.       | 「FLIP FLOP & FLY」            | 山下久美子             | 布袋寅泰   | 布袋寅泰           | 6:16  |
| 12.       | 「On Sunday's 1986」           | 山下久美子             | 布袋寅泰   | 布袋寅泰           | 4:18  |
| 合計時間: | 合計時間:                      | 合計時間:              | 合計時間:  | 合計時間:          | 57:19 |

## 楽曲解説
1. そばにいたいよ
  - 7thスタジオ・アルバム『アニマ・アニムス』収録曲。
2. HELLO! ストレンジャー
  - 7thスタジオ・アルバム『アニマ・アニムス』収録曲。
3. DOWNTOWN SUNDOWN
  - 10thシングル「モーニング・ベルならしてよ」のB面曲。
4. 最後のドアーまで
  - 8thスタジオ・アルバム『and Sophia's back』収録曲。
5. 今宵かぎりのCheek to Cheek
  - 8thスタジオ・アルバム『and Sophia's back』収録曲。
6. Cry For The Moon
  - 11thシングル「瞳いっぱいの涙」のB面曲。
7. 瞳いっぱいの涙
  - 11thシングル。
  - 8thスタジオ・アルバム『and Sophia's back』収録されているヴァージョンを収録している。
8. 星になった嘘
  - 12thシングル。
  - 9thスタジオ・アルバム『BLONDE』収録されているヴァージョンを収録している。
9. SWEET PAIN
  - 9thスタジオ・アルバム『BLONDE』収録曲。
10. スローナンバーのあとで
  - 9thスタジオ・アルバム『BLONDE』収録曲。
11. FLIP FLOP & FLY
  - 13thシングル。
  - アルバム初収録。
12. On Sunday's 1986
  - 10thスタジオ・アルバム『1986』収録曲。